# Tenisový míč

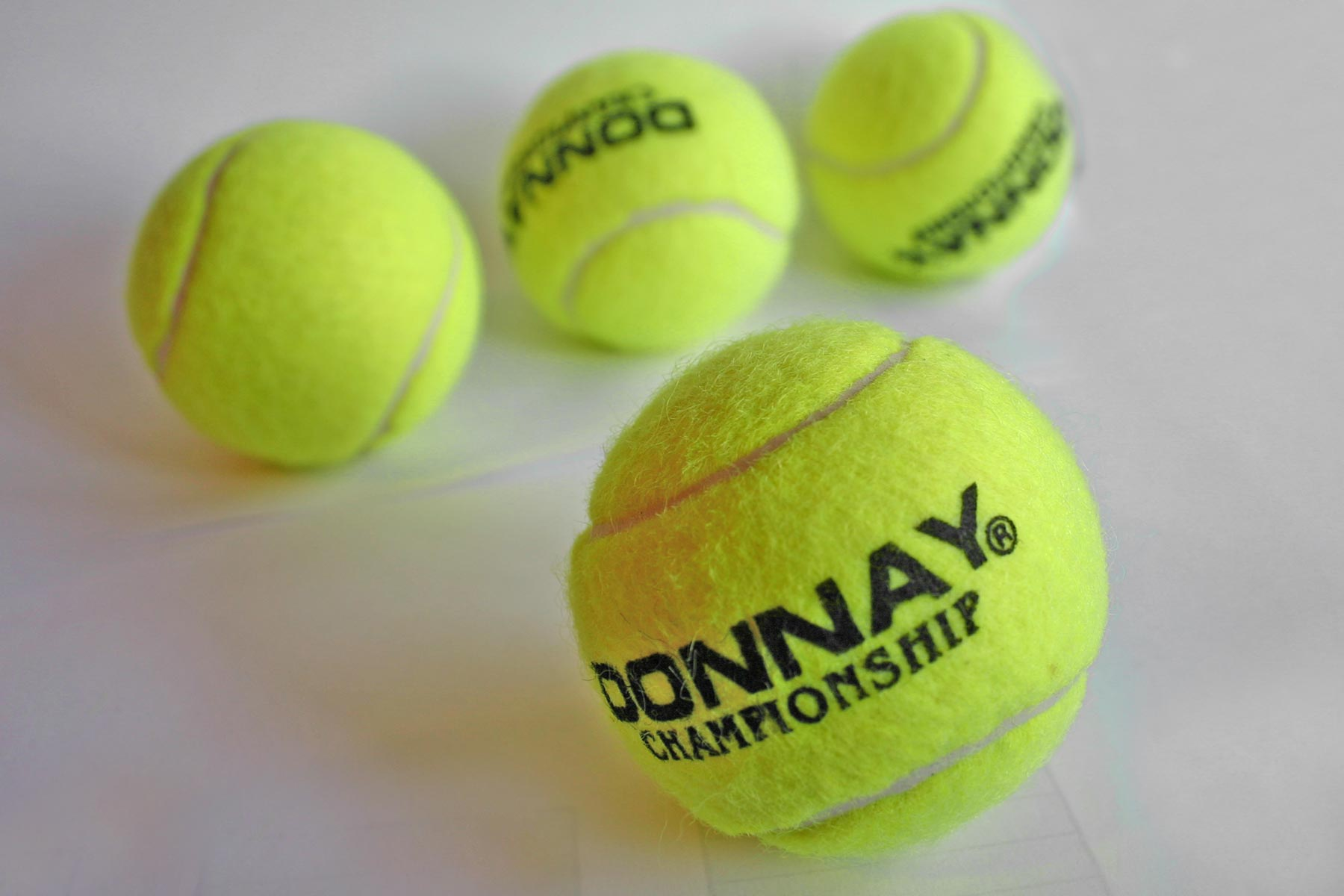
Tenisové míče

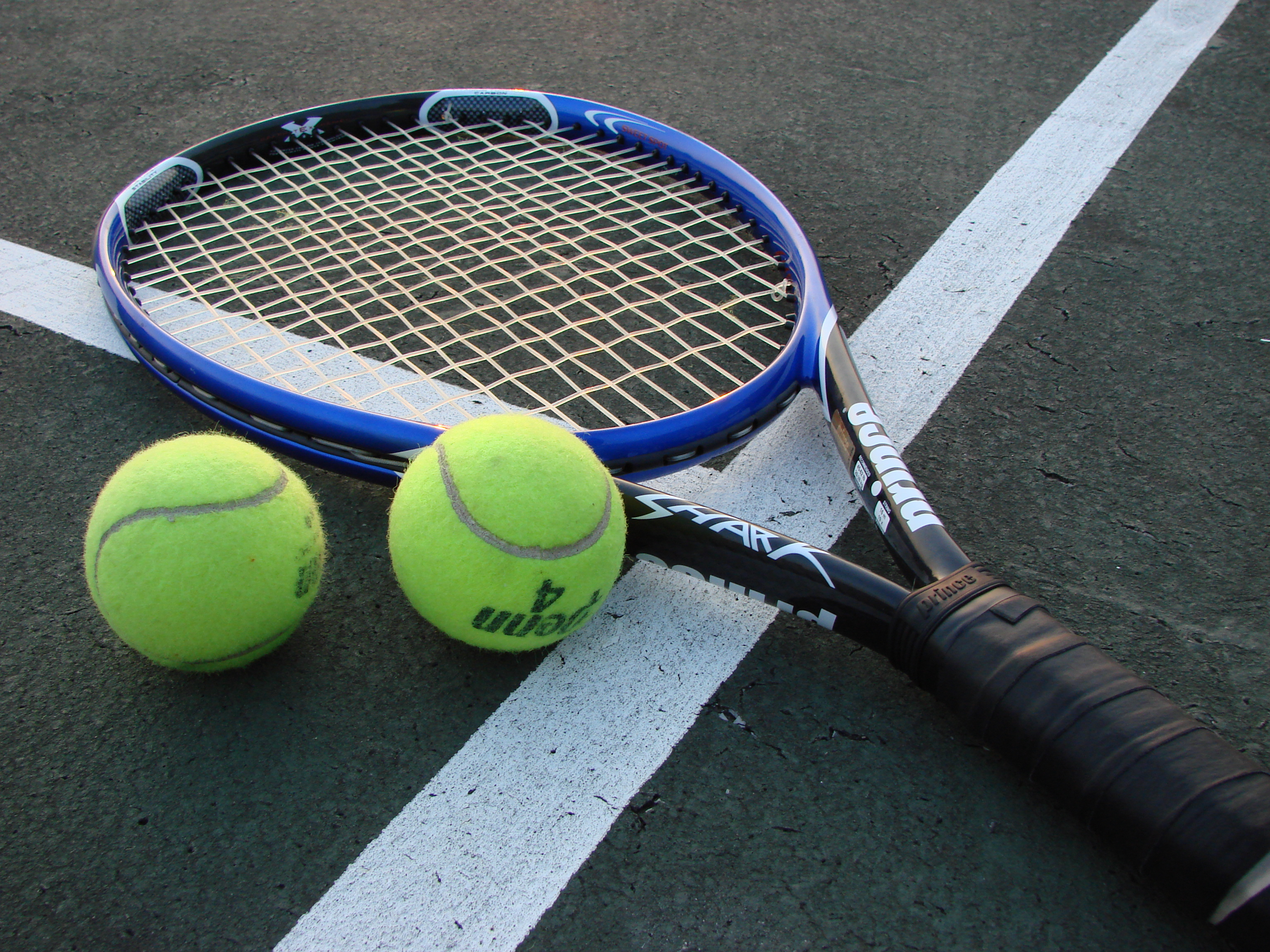
Tenisová raketa a tenisové míče

Tenisový míč či tenisák je vyrobený z pevné gumové duše, která je obalena meltonem a nahuštěná vzduchem. Jen míče značky Tretorn jsou zcela vyplněny pórovitou hmotou. Jedná se o míč určený pro tenis. Povrch je jednobarevný, dříve byl bílý či oranžový. Existují však i míčky vícebarevné, například zeleno-růžové. Barva dnešního míčku závisí na osvětlení a člověku, který se na míček dívá. Někteří ho vidí neonově žlutý, jiní světle zelený a další zeleno-žlutý.

## Charakteristika
Jeho průměr se pohybuje v rozmezí 6,35–6,67 cm, hmotnost je 56,7–58,5 g a odskok činí 135–147 cm po dopadu na pevný podklad z výšky 254 cm. Při zatížení je tolerance přední deformace míče 0,56–0,74 cm a zadní deformace 0,89–1,08 cm.

## Pravidla
V profesionálním tenise jsou tenisové míče měněny zpravidla po odehraných devíti hrách, poprvé po zahájení utkání po sedmi hrách, kdy je zohledněno rozehrání. Tiebreak je brán jako jedna hra. Pokud míč během výměny praskne, pak je výměna opakována (nový míč). Pokud se jen sníží vnitřní tlak (je měkký), ale neprasklý, pak nový míč hrán není.

## Poznámka
Vyřazené (neprasklé) tenisové míče velmi dobře slouží jakožto levná dětská hračka a sportovní potřeba, dají se velice dobře použít například při různých sportovních či terénních hrách v přírodě či na letním dětském táboře. Jejich výhodou je v tomto případě jejich pružnost, malé rozměry vhodné pro dětské ruce i nízká hmotnost.